# Old Spanish Trail half dollar
A Old Spanish Trail half dollar é uma moeda comemorativa cunhada pela Casa da Moeda dos Estados Unidos em 1935. A moeda foi desenhada por L. W. Hoffecker, um comerciante de moedas, que também ficou encarregado de sua distribuição.
Em 1930, o presidente Herbert Hoover vetou o projeto da meia-dólar da Compra Gadsden. gl havia sido a força motriz por trás daquela iniciativa, e buscou outra proposta de moeda comemorativa que pudesse controlar caso a legislação autorizadora fosse aprovada. Escolheu as viagens do oficial espanhol Álvar Núñez Cabeza de Vaca no início do século XVI. Hoffecker tomou liberdades quanto ao período e à rota das expedições de Cabeza de Vaca — por exemplo, apesar de sua cidade natal, El Paso, figurar no design, de Vaca jamais esteve ali. Tudo isso foi irrelevante para o Congresso, que aprovou sem oposição o projeto do Old Spanish Trail, sancionado pelo presidente Franklin D. Roosevelt.
Após a cunhagem, Hoffecker comprou as moedas do governo e as vendeu a colecionadores, compartilhando os lucros com um museu local. Não houve reclamações publicadas em The Numismatist — periódico de colecionismo de moedas —, e Hoffecker foi eleito presidente da American Numismatic Association em 1939. Seu design de anverso, com a cabeça de vaca, recebeu críticas mistas. A tiragem limitada a 10 000 exemplares tornou a moeda cobiçada entre quem busca completar um conjunto de tipos de moedas comemorativas iniciais dos Estados Unidos — ou seja, uma moeda de cada design diferente.

## Antecedentes

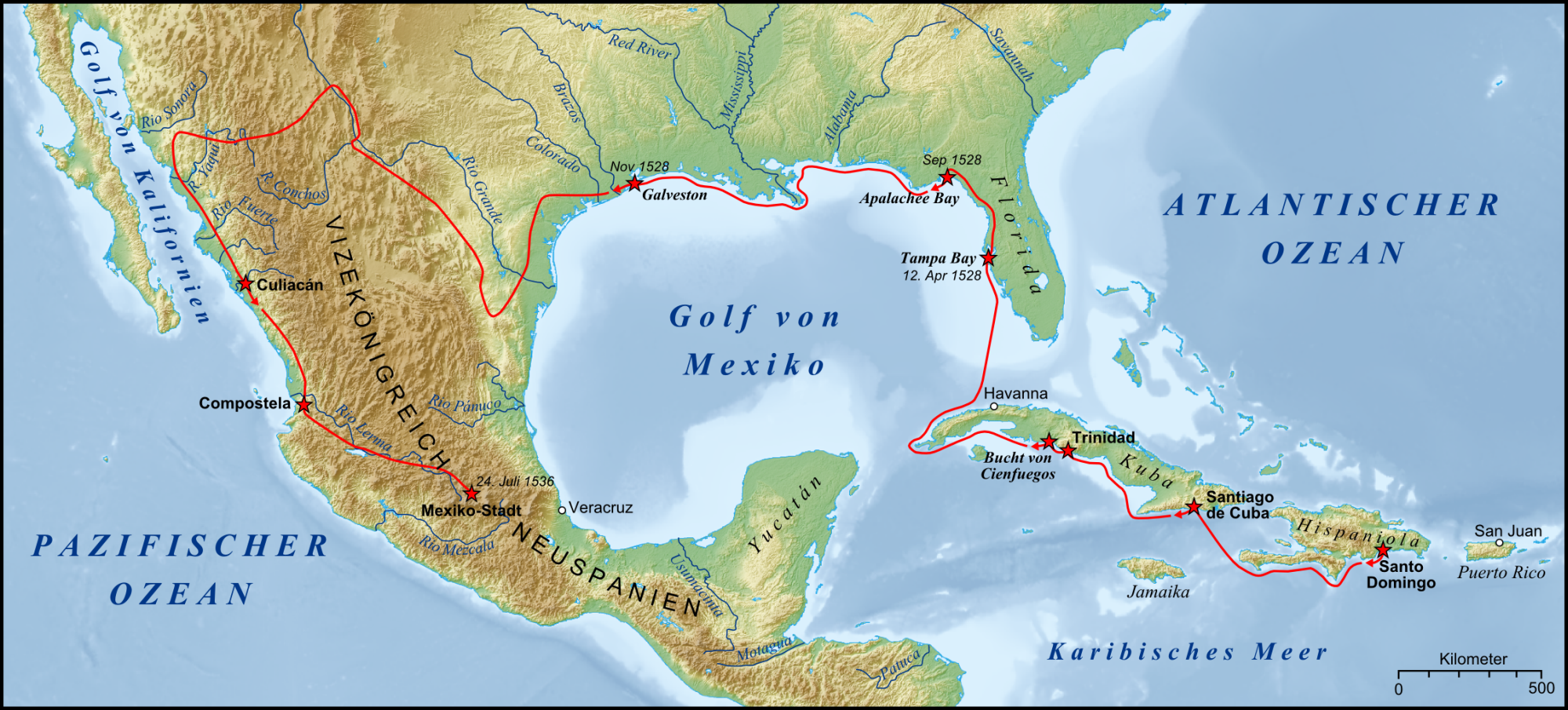
Mapa mostrando a rota de Cabeza de Vaca

Álvar Núñez Cabeza de Vaca era oficial de uma expedição espanhola que desembarcou na Baía de Tampa em 1528. As buscas por tesouro resultaram em hostilidade dos indígenas locais, e de Vaca acabou abandonado ali. Ele e outros seguiram de barco pela costa até Galveston, onde viveu com a tribo Karankawa como curandeiro antes de continuar por terra rumo ao oeste — em 1536 encontrou uma patrulha espanhola no norte do México. Retornou à Espanha e relatou suas experiências. “Cabeza de Vaca”, ou “cabeça de uma vaca”, teria sido um apelido conferido por um rei da Espanha a um ancestral de Álvar Núñez por guiar tropas pelas montanhas por um caminho marcado com crânios de gado, permitindo um ataque surpresa aos mouros.
Na década de 1930, moedas comemorativas não eram vendidas diretamente pelo governo — o Congresso, ao autorizar, designava uma entidade com direito exclusivo de comprá-las a valor facial e revendê-las a ágio. No caso da meia-dólar Old Spanish Trail, ficou a cargo do El Paso Museum, por intermédio de seu presidente.

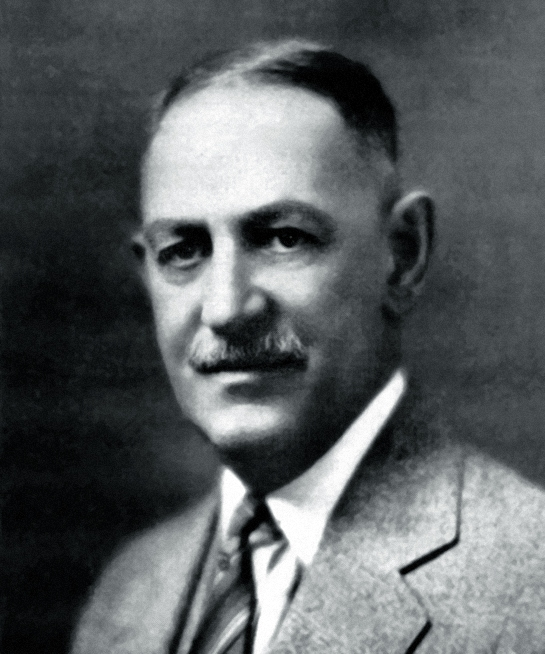
Hoffecker foi eleito presidente da ANA em 1939.

Lyman William Hoffecker (L. W. Hoffecker) era comerciante de moedas em El Paso e oficial da American Numismatic Association. Em 1929, organizou a Comissão da Compra Gadsden para buscar uma emissão comemorativa do 75º aniversário da Compra Gadsden. O projeto foi aprovado em 1930, mas vetado pelo presidente Herbert Hoover, que via abusos no uso de moedas comemorativas. Não se deu por vencido e, em 1935, tornou-se presidente do Comitê de Moedas do Museu de El Paso para emitir a Old Spanish Trail. Visitou Washington, mobilizou colegas do Congresso e conseguiu cinco minutos com o presidente Franklin D. Roosevelt, o que, segundo ele, “nos salvou”. Hoffecker depois declarou ao Congresso ser o único colecionador a cuidar dos arranjos, algo contestado por Q. David Bowers.

## Legislação
R. Ewing Thomason (Texas) apresentou o projeto para a meia-dólar Old Spanish Trail em 4 de março de 1935, na Câmara dos Representantes, que o encaminhou ao Comitê de Moedas, Pesos e Medidas. Em 2 de abril, John J. Cochran (Missouri) recomendou sua aprovação, e em 3 de abril ele foi votado sem objeções como medida de emergência, seguido pelo projeto do Sesquicentenário de Hudson.
No Senado, o Comitê de Banco e Moeda emitiu parecer favorável em 23 de maio, e em 28 de maio o plenário aprovou sem debate, sendo sancionado por Franklin D. Roosevelt com autorização para até 10 000 moedas. A Numismatic Guaranty Corporation observa que Hoffecker alegou ter descoberto que El Paso marcava o fim da trilha de 1527 de Cabeza de Vaca, “reescrevendo a história para seu benefício”, mas o Congresso não se importou e aprovou em 5 de junho de 1935 a emissão desejada.

## Preparação

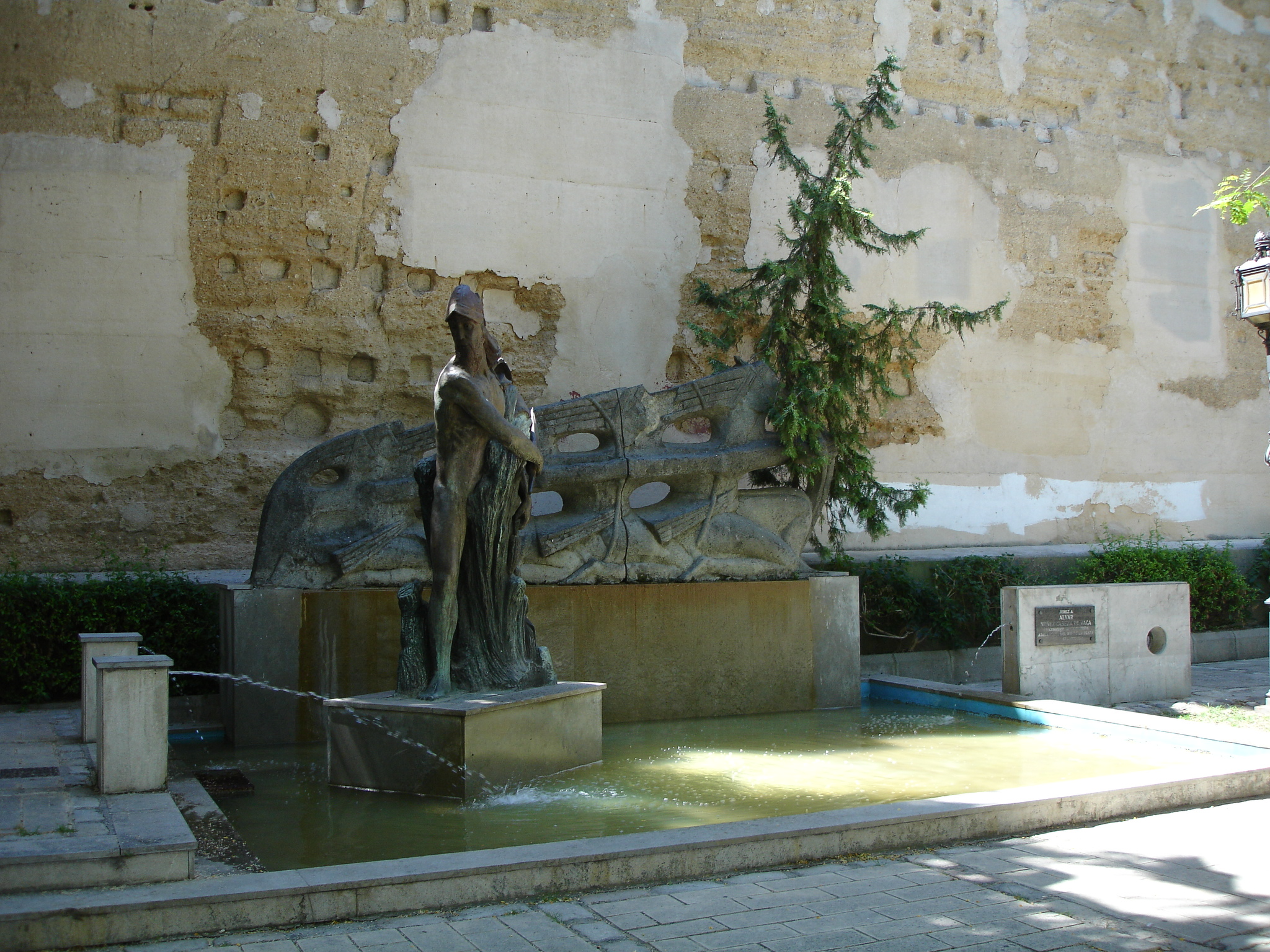
Monumento a Cabeza de Vaca em Jerez de la Frontera, Espanha

Hoffecker enviou esboços à Casa da Moeda dos Estados Unidos. Em 27 de junho, a diretora Nellie Tayloe Ross os encaminhou à Comissão de Belas Artes, que pediu inclusão da palavra “LIBERTY” e redução das iniciais do autor. O escultor Lee Lawrie sugeriu posicionar “LIBERTY” entre os chifres da vaca e tornar as iniciais menos proeminentes, o que foi atendido antes da aprovação final.
Edmund J. Senn, de El Paso, produziu os modelos de gesso sob supervisão de Hoffecker, que recusou escultores do Leste por considerá-los lentos. A Comissão de Belas Artes solicitou ajustes na cabeça de vaca e no tratamento de “LIBERTY”, feitos por Senn com pequenas modificações.

## Design

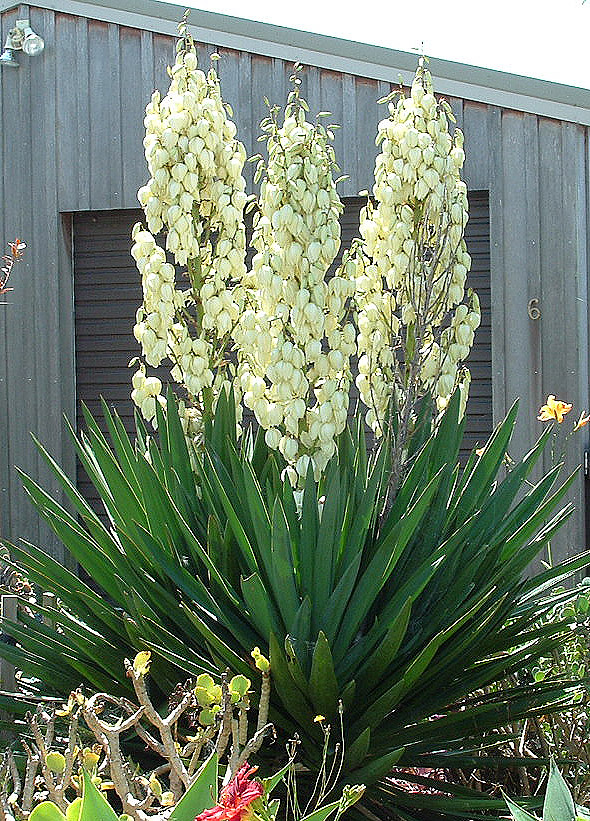
O reverso mostra uma yucca florescendo.

O anverso exibe a cabeça de uma vaca, um rebus em lugar de retrato de Cabeza de Vaca, acompanhado apenas por inscrições. Arlie Slabaugh apreciou sua clareza, chamando-o de “agradável e despojado”.
No reverso, uma yucca florinda sobrepõe-se a um mapa dos cinco estados da Costa do Golfo, com linhas e pontos indicando o suposto trajeto de de Vaca de Flórida a El Paso — única cidade nomeada. A representação ignora o fato de que de Vaca navegou grande parte da rota por barco. Conforme Dan Brothers, “a trilha antiga espanhola real seguia rota completamente diferente da jornada de Vaca”. Além disso, o ano de 1535 não teve papel relevante nas expedições. As iniciais de Hoffecker aparecem discretamente ao lado do ano 1935.
Anthony Swiatek qualificou a emissão como “bela e muito popular”. Q. David Bowers observou que “foi popular desde o início e continua apreciada até hoje”.
O historiador de arte Cornelius Vermeule descreveu-a como “a moeda comemorativa mais feia já produzida por uma casa da moeda dos EUA” e talvez “a menos atraente já fabricada oficialmente de 1793 até hoje”, criticando o rebus bovino.

## Produção e distribuição
Em junho de 1935, Hoffecker anunciou em The Numismatist que venderia cada moeda a US$ 2 mais frete, limitando-se a 10 000 unidades e rejeitando especuladores. No mês seguinte, divulgou que as moedas estariam disponíveis em 60 dias.

“Não há razão para que Hoffecker ou qualquer outro vendesse comemorativas por puro altruísmo. Enquanto comerciantes como Wayte Raymond, Stack's e B. Max Mehl atuavam como distribuidores sem grandes críticas, Hoffecker idealizou o esquema — assim como C. Frank Dunn fez para o meia-dólar de Daniel Boone —, e a ausência de censura atesta sua habilidade política e em relações públicas.”

Q. David Bowers
Em setembro de 1935, a Casa da Moeda de Filadélfia cunhou 10 000 unidades, mais oito destinadas à reunião de 1936 da Assay Commission.  Hoffecker afirmou ter adquirido todas as moedas e doou US$ 6 500 ao museu local, valor que em 1950 foi reconhecido como essencial para sua manutenção.
Em depoimento ao Congresso em março de 1936, negou ter interesses diretos nas moedas. Documentos revelam que distribuiu a maior parte a colecionadores e manteve algumas em reserva. Em 1967, foram leiloadas 63 moedas do espólio de Hoffecker. Ele também distribuiu a meia-dólar do Centenário de Elgin em 1936 e tornou-se presidente da ANA em 1939.
O baixo volume cunhado tornou-a desejada para colecionadores de tipos comemorativos. Em 1940, valia cerca de US$ 4 sem circular; US$ 38 em 1955; US$ 510 em 1975. O A Guide Book of United States Coins (edição de luxo de 2018) lista valor entre US$ 1 050 e US$ 1 450, conforme estado de conservação. Em 2005, um exemplar alcançou US$ 25 300 em leilão.